# South Whittier
South Whittier – miejscowość spisowa (obszar niemunicypalny) w Stanach Zjednoczonych, w stanie Kalifornia, w hrabstwie Los Angeles. 
Wchodzi w skład obszaru metropolitalnego Los Angeles.